# Landaff Andrews

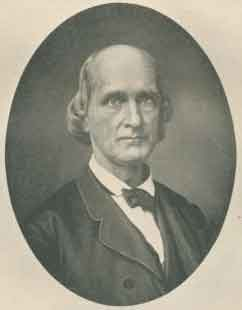
Landaff Andrews

Landaff Watson Andrews (* 12. Februar 1803 in Flemingsburg, Fleming County, Kentucky; † 23. Dezember 1887 ebenda) war ein US-amerikanischer Politiker. Zwischen 1839 und 1843 vertrat er den Bundesstaat Kentucky im US-Repräsentantenhaus.

## Werdegang
Landaff Andrews besuchte die öffentlichen Schulen seiner Heimat. Nach einem anschließenden Jurastudium an der Transylvania University in Lexington und seiner 1826 erfolgten Zulassung als Rechtsanwalt begann er in Flemingsburg in diesem Beruf zu arbeiten. Zwischen 1829 und 1839 war er Staatsanwalt im Fleming County. Politisch wurde er Mitglied der Whig Party. Zwischen 1834 und 1838 saß er als Abgeordneter im Repräsentantenhaus von Kentucky.
Bei den Kongresswahlen des Jahres 1838 wurde Andrews im elften Wahlbezirk von Kentucky in das US-Repräsentantenhaus in Washington, D.C. gewählt, wo er am 4. März 1839 die Nachfolge von Richard Menefee antrat. Nach einer Wiederwahl im Jahr 1840 konnte er bis zum 3. März 1843 zwei Legislaturperioden im Kongress absolvieren. Diese Zeit war von den Spannungen zwischen Präsident John Tyler und den Whigs geprägt. Außerdem wurde damals bereits über eine mögliche Annexion der seit 1836 von Mexiko unabhängigen Republik Texas diskutiert.
Bei den Wahlen des Jahres 1842 unterlag Andrews dem Demokraten Frank Lane Wolford. Im Jahr 1857 wurde er als unabhängiger Kandidat in den Senat von Kentucky gewählt. Zwischen 1861 und 1862 war er erneut Abgeordneter im Repräsentantenhaus seines Staates. Danach amtierte er von 1862 bis 1868 als Bezirksrichter, ehe er wieder als privater Rechtsanwalt praktizierte. Landaff Andrews starb am 23. Dezember 1887 in seinem Geburtsort Flemingsburg.